# Mount Keohane
Mount Keohane är ett berg i Antarktis. Det ligger i Östantarktis. Nya Zeeland gör anspråk på området. Toppen på Mount Keohane är 272 meter över havet.
Terrängen runt Mount Keohane är kuperad åt nordost, men åt sydväst är den bergig. Trakten är obefolkad. Det finns inga samhällen i närheten.